# Mlaștina Satchinez
Mlaștina Satchinez este o arie protejată (sit de importanță comunitară — SCI) din România, desemnată în scopul protejării biodiversității și menținerii într-o stare de conservare favorabilă a florei spontane și faunei sălbatice, precum și a habitatelor naturale de interes comunitar aflate în arealul zonei de protecție. Aceasta se întinde pe o suprafață de 2.517,5 ha, integral pe uscat.

## Localizare
Situl se întinde pe teritoriul administrativ al comunei Vinga din județul Arad și pe cele ale comunelor Biled, Orțișoara, Satchinez și Variaș din județul Timiș. Centrul sitului Mlaștina Satchinez este situat la coordonatele 45°58′06″N 21°04′40″E / 45.96825°N 21.077653°E.

## Înființare
Situl Mlaștina Satchinez a fost declarat sit de importanță comunitară (ROSCI0115) în decembrie 2007 pentru a proteja 1 specie de plante și 8 specii de animale. Acesta se suprapune cu rezervația naturală Mlaștinile Satchinez și aria de protecție avifaunistică Mlaștina Satchinez.

## Biodiversitate
Situată în ecoregiunea panonică, aria protejată conține 3 habitate naturale: Stepe și mlaștini sărate panonice, Galerii de Salix alba și de Populus alba, Pajiști aluvionare inundabile, de Cnidion dubii.
La baza desemnării sitului se află mai multe specii protejate:
- plante (1): Cirsium brachycephalum
- amfibieni (2): buhai de baltă cu burtă roșie (Bombina bombina), triton cu creastă dobrogean (Triturus dobrogicus)
- mamifere (2): vidră de râu (Lutra lutra), popândău (Spermophilus citellus)
- nevertebrate (1): fluturele purpuriu (Lycaena dispar)
- pești (2): zvârlugă (Cobitis taenia Complex), țipar (Misgurnus fossilis)
- reptile (1): țestoasa de baltă (Emys orbicularis)

Pe lângă speciile protejate, pe teritoriul sitului au mai fost identificate 1 specie de nevertebrate.